# Immár a nap leáldozott
Az Immár a nap leáldozott egy lefekvés előtti énekes imádság. Dallama antifóna-dallamokból származó német strófikus ének, amely  magyar  protestáns  és  katolikus  forrásokban  is  megjelent. A Szent vagy, Uram! című katolikus énekgyűjteménybe a Cantus Catholici 1651-es kiadásából került. Szövege őskeresztény esti himnusz (Te lucis ante terminum(en)), melynek latin szövegét Sík Sándor fordította magyarra.

## Kotta és dallam
Immár a nap leáldozott,

Teremtőnk, kérünk tégedet,

légy kegyes, és maradj velünk,

őrizzed, óvjad népedet.

## Felvételek
- Himnusz Immár a nap leáldozott. YouTube (2011. április 1.)  (Hozzáférés: 2017. február 12.) (audió)
- Immár a nap leáldozott. YouTube (2014. augusztus 30.)  (Hozzáférés: 2017. február 12.) (audió, szöveg) gitárkísérettel
- A katolikus egyház kompletóriuma: Immár a nap leáldozott. Cantemus Kórus, vezényel Altsach Gergely  YouTube (2014. október 3.)  (Hozzáférés: 2017. február 12.) (videó)